# Grandeur of the Seas
O Grandeur of the Seas é um navio de cruzeiros operado pela companhia norte-americana Royal Caribbean International.